# Автошлях Т 0739
Автошля́х Т 0739 — автомобільний шлях територіального значення у Закарпатській області. Пролягає територією Мукачівського району. Фактично являє собою південний обхід Мукачевого. Розпочинається на східному в'їзді до міста (E50E471). Прямує вулицями Сорочою, Підгорнянською, Берегівською об'їзною, Крилова, Пряшівською. Завершується на південно-західному виїзді з міста (E58E81). Загальна довжина — 5,8 км.

## Маршрут
Автошлях проходить через такі населені пункти:
| Автошлях Т 0739      |              |
| Закарпатська область |              |
| Мукачівський район   |              |
| Кольчино             | E50E471М06   |
| Мукачеве             | Н09          |
| Павшино              | E58E81М24Р54 |